# توم براون (لاعب كرة قدم أمريكية)
توم براون (بالإنجليزية: Tom Brown)‏ هو لاعب كرة قدم أمريكية أمريكي، ولد في 22 مايو 1921 في بيتسبرغ في الولايات المتحدة، وتوفي في 4 يونيو 2013 في بيكسفيل في الولايات المتحدة.

## وصلات خارجية
- توم براون (لاعب كرة قدم أمريكية) على موقع مرجع كرة القدم المحترفة.كوم (الإنجليزية)